# Jacob Wiley
Jacob Daniel Wiley (Long Beach, 4 settembre 1994) è un cestista statunitense naturalizzato macedone.

## Carriera
La sua traiettoria nel campionato universitario NCAA terminò con gli Eagles della Eastern Washington University nel 2016-2017, dove fu eletto giocatore  dell'anno della Big Sky Conference. Non scelto al Draft NBA 2017, fu invitato dai Brooklyn Nets per la NBA Summer League dove disputò 4 partite. Altre 2 disputò nella NBA Development League con i Long Island Nets.
Sbarcato in Europa militò poi nel Basketball Spielgemeinschaft Basket Ludwigsburg in Germania, prima di emigrare in Australia negli Adelaide 36ers. L'anno dopo tornò in Europa per giocare al Gran Canaria, dove disputò una buona stagione (16,5 punti di media), prima di firmare a luglio 2019 un contratto di un anno coi campioni di Grecia del Panathīnaïkos.

## Palmarès
- Campionato greco: 1

Panathīnaïkos: 2019-20